# Scolia sexmaculata
Scolia sexmaculata é uma espécie de insetos himenópteros, mais especificamente de vespas pertencente à família Scoliidae.
A autoridade científica da espécie é O. F. Muller, tendo sido descrita no ano de 1766.
É uma vespa polinizadora e que parasita escaravelhos.
Este não é um insecto social, como as abelhas do mel, por exemplo.
Trata-se de uma espécie autóctone do território português.